# Прядун, Владимир Сергеевич
Владимир Сергеевич Прядун (30 августа 1927, деревня Скибовка, Чутовский район, Полтавский округ, Украинская ССР — неизвестно, Артёмовск, Донецкая область) — бригадир комплексной бригады Донбассканалстроя Министерства монтажных и специальных строительных работ Украинской ССР, Донецкая область. Герой Социалистического Труда (1963).

## Биография
Родился в 1927 году в крестьянской семье в селе Скибовка Полтавского округа. Участвовал в Великой Отечественной войне. После увольнения в запас в начале 1950-х годов трудился в народном хозяйстве Украинской ССР. С середины 1950-х годов — на строительстве канала Северный Донец — Донбасс. В последующие годы — бригадир комплексной бригады спецуправления «Водоспецстрой» № 3 треста «Донбассканалстрой», которая сооружала насосные станции и гидротехнические сооружения в Донецкой области. По окончании строительства канала за выдающиеся трудовые достижения был награждён Орденом «Знак Почёта». Член КПСС.
В последующие годы бригада под его руководством продолжала трудиться на обслуживании объектов канала и показывала высокие трудовые достижения, выполняя досрочно ежегодные плановые задания. Указом Президиума Верховного Совета СССР от 7 февраля 1963 года удостоен звания Героя Социалистического Труда за «выдающиеся производственные успехи, достигнутые при сооружении каналов Северный Донец — Донбасс и Днепр — Кривой Рог» с вручением ордена Ленина и золотой медали «Серп и Молот».
В последующем трудился в Артёмовском спецуправлении «Водоспецстрой» № 3. Сооружал различные гидротехнические объекты в Донецкой области. За высокие трудовые показатели по трудовым итогам 1977 года награждён Орденом Трудовой Славы 3 степени.
Избирался делегатом XXIII съезда Компартии Украины.
После выхода на пенсию проживал в Артёмовске. С 1987 года — персональный пенсионер союзного значения. Дата смерти не установлена.

## Награды
- Герой Социалистического Труда
- Орден Ленина
- Орден «Знак Почёта» (09.08.1958)
- Орден Трудовой Славы 3 степени (15.03.1978)